# فالنتينو لاي
فالنتينو لاي (بالسويدية: Valentino Lai)‏ (3 فبراير 1984 بكالياري في إيطاليا - ) هو لاعب كرة قدم سويدي في مركز الوسط. شارك مع منتخب السويد تحت 21 سنة لكرة القدم. أما مع النوادي، فقد لعب مع أبولون ليماسول ونادي باليرمو ونادي تريستينا ونادي ساليرنيتانا ونادي فايله ونادي فيبورج ونادي فينيزيا ونادي مالمو وFC Rosengård 1917 ‏ ونادي بريسبا بيرلك ونادي لاندسكرونا ‏.

## وصلات خارجية
- فالنتينو لاي على موقع اتحاد السويد (السويدية)
- فالنتينو لاي على موقع قاعدة بيانات كرة القدم.إي يو (الإنجليزية)